# ایزوبرم‌ایندیون
ایزوبروم‌ ایندیون دارویی است که در درمان نقرس استفاده می شود.